# Graben van Malmédy
De Graben van Malmédy is een slenk, een geologische structuur, in de ondergrond van het oosten van België. De Graben van Malmédy is onderdeel van de Ardennen; ze doorsnijdt het Massief van Stavelot. De slenk is ongeveer 22 km lang, ZW-NO georiënteerd, en varieert in breedte tussen de 0,5 tot 2,5 km. De Graben van Malmédy werd gevormd na afloop van de Hercynische orogenese en is gevuld met gesteenten uit het Perm.

## Ontstaan
De sokkel waarin de slenk gevormd werd bestaat uit de sterk geplooide gesteenten uit het Cambrium en Ordovicium van het Massief van Stavelot. De plooiing vond plaats tijdens de Caledonische en Hercynische orogeneses - fases van gebergtevorming in grote delen van Noord- en West-Europa.
Het tijdens de Hercynische orogenese gevormde supercontinent Pangea brak daarna geleidelijk weer uiteen, een proces dat tientallen miljoenen jaren in beslag nam. De eerste fase van het opbreken was de vorming van slenken gedurende het Perm, waarvan de Graben van Malmédy een voorbeeld is. Een ander voorbeeld is het Saar-Nahebekken ten zuidoosten van de Ardennen.

## Puddingsteen van Malmédy
Tektonische depressies zoals slenken vormen bekkens waarin zich sediment kan verzamelen. In het geval van de Graben van Malmédy bestaat dit sediment uit fluviatiel-lacustriene afzettingen - afzettingen die in rivieren en meren zijn ontstaan. Deze afzettingen vormen de Formatie van Malmédy. Ze zijn tijdens het Perm gevormd, gelijktijdig met het ontstaan en verdiepen van de slenk.
De Formatie van Malmédy bestaat hoofdzakelijk uit conglomeraten (de zogenaamde "puddingsteen van Malmédy"), typische afbraakproducten van gebergten. Deze werden afgezet in puinwaaiers en worden afgewisseld met fluviatiele zandsteen.

## Impact op de huidige geomorfologie
De lithologische verschillen hebben contrasterende landvormen doen ontstaan. De puddingsteen is minder competent ("zachter") dan de sokkel en erodeert daarom sneller weg. Na de gedeeltelijke ablatie van de puddingsteen zijn de zijden van de slenk opmerkelijk steil in de topografie zichtbaar (helling van de Haute Levée in het Reviniaan).
Ook hebben lithologische verschillen binnen de puddingsteen verschillende vormen tot gevolg: enkel de tweede laag bevat kalksteenkeien en cement van neergeslagen kalk, waardoor ze een hogere weerstand heeft dan de twee andere lagen. Deze laatste bevatten enkel stenen van plaatselijke oorsprong in een kleiachtige matrix. Zo is de helling ten zuiden van Malmédy ontwikkeld in de eerste laag erg concaaf terwijl de noordelijke helling, die in de tweede laag is gesneden, subverticale steilwanden heeft.
Op de steile hellingen langs de Warche heeft erosie plaatsgevonden langs diaklazen in de tweede laag; hoge en nauwe kolommen (50 tot 60 m hoog) werden van de helling losgemaakt die zich naar beneden toe uitbreiden (de "kegels van Bévercé"). De hoogste hebben een subhorizontale top, veroorzaakt door de aanwezigheid van psammiet (een interne variatie binnen de conglomeraatformatie).